# 6546-os mellékút (Magyarország)
A 6546-os számú mellékút egy bő tizenöt kilométer hosszú, négy számjegyű mellékút Baranya vármegye északi részén; Komlót köti össze a 611-es főúttal, Dombóvár vonzáskörzetével.

## Nyomvonala
A 6542-es útból ágazik ki, annak 10+100-as kilométerszelvénye közelében, Komló közigazgatási területén, de a belvárostól, sőt Mecsekjánosi településrésztől is észak-északnyugatra, külterületen. Észak felé indul, 1,7 kilométer után eléri Kisvaszar határát, ott egy darabig a határvonalat kíséri, de 2,2 kilométer után teljesen annak területére ér. Hegyek között kanyarog, majd 4,5 kilométer megtételét követően egy patakvölgybe (Bikág-völgy) érkezik, onnantól azt kíséri.
7,6 kilométer után éri el Kisvaszar lakott területét, ahol a Rákóczi utca nevet viseli. 8,7 kilométer után kilép a házak közül, a 10. kilométerének elérésekor pedig már Tékes területén jár. A lakott területét ennek a településnek nem érinti, oda csak a 65 177-es út vezet, amely a 10+650-es kilométerszelvényénél ágazik ki a 6546-osból, délnyugat felé.
A 11. kilométerénél eléri Tékes és Gerényes határát, innen néhány száz méteren át a határvonalat kíséri, csak 11,7 kilométer után ér teljesen gerényesi területre. Ezt a községet sem érinti, oda a 11+850-es kilométerszelvénye táján kiágazó 65 176-os út vezet, amely onnan még továbbhalad Ág községbe.
Néhány lépéssel a 13. kilométere előtt lépi át Vásárosdombó határát, a 15. kilométerénél keresztezi a Baranya-csatornát, mintegy 150 méterrel arrébb pedig a MÁV 40-es számú Pusztaszabolcs–Pécs-vasútvonalát, Vásárosdombó vasútállomás déli szélén (az állomás csak önkormányzati úton érhető el). Innen már a település házai között húzódik, József Attila utca néven, és hamarosan véget is ér, beletorkollva a 611-es főútba, annak 9+100-as kilométerszelvényénél.
Teljes hossza, az országos közutak térképes nyilvántartását szolgáló kira.gov.hu adatbázisa szerint 15,714 kilométer.

## Települések az út mentén
- Komló-Mecsekjánosi
- Kisvaszar
- (Tékes)
- (Gerényes)
- Vásárosdombó